# Balgoij
Balgoij of Balgoy is een dorp in de gemeente Wijchen, in de Nederlandse provincie Gelderland. Op 1 januari 2023 telde Balgoij 730 inwoners.

## Geschiedenis
Oorspronkelijk lag Balgoij tussen twee armen van de Maas. Nog voor 1200 raakte de noordelijke rivierarm afgesneden van de Maas. De oude rivierarm slibde dicht en is als Broeksloot en de Balgoijse Wetering nog herkenbaar in het landschap.
Het dorp ontstond op een oeverwal. In de 13e eeuw werd aan de noordzijde, langs de verlande Maasarm, een kasteel gebouwd. Dit kasteel werd in de 14e eeuw zo'n 500 meter zuidoostelijker herbouwd als Huis te Balgoij.
Balgoij werd al vroeg verenigd met de buurtschap Keent. De beide dorpen waren via de Molenstraat met elkaar verbonden. Samen vormden zij een hoge heerlijkheid.
Tot 1 mei 1923 vormde Balgoij samen met Keent de gemeente Balgoij. In 1923 werd de gemeente ingedeeld bij Overasselt. Keent werd door kanalisatie van de Maas in 1937 afgescheiden en in 1958 definitief ingedeeld bij het Brabantse Ravenstein. Na een referendum sprak in 1977 een meerderheid van het dorp Balgoij zich uit voor aansluiting bij de gemeente Wijchen, wat in 1980 ook gebeurde.
Aan de rand van het dorp staat een laatmiddeleeuwse toren, het restant van de in 1914 gesloopte kerk. In dat jaar kwam aan het andere eind van het dorp de huidige Sint-Johannes de Doperkerk gereed, een ontwerp van de Tilburgse architect Jan van der Valk.

## Afbeeldingen

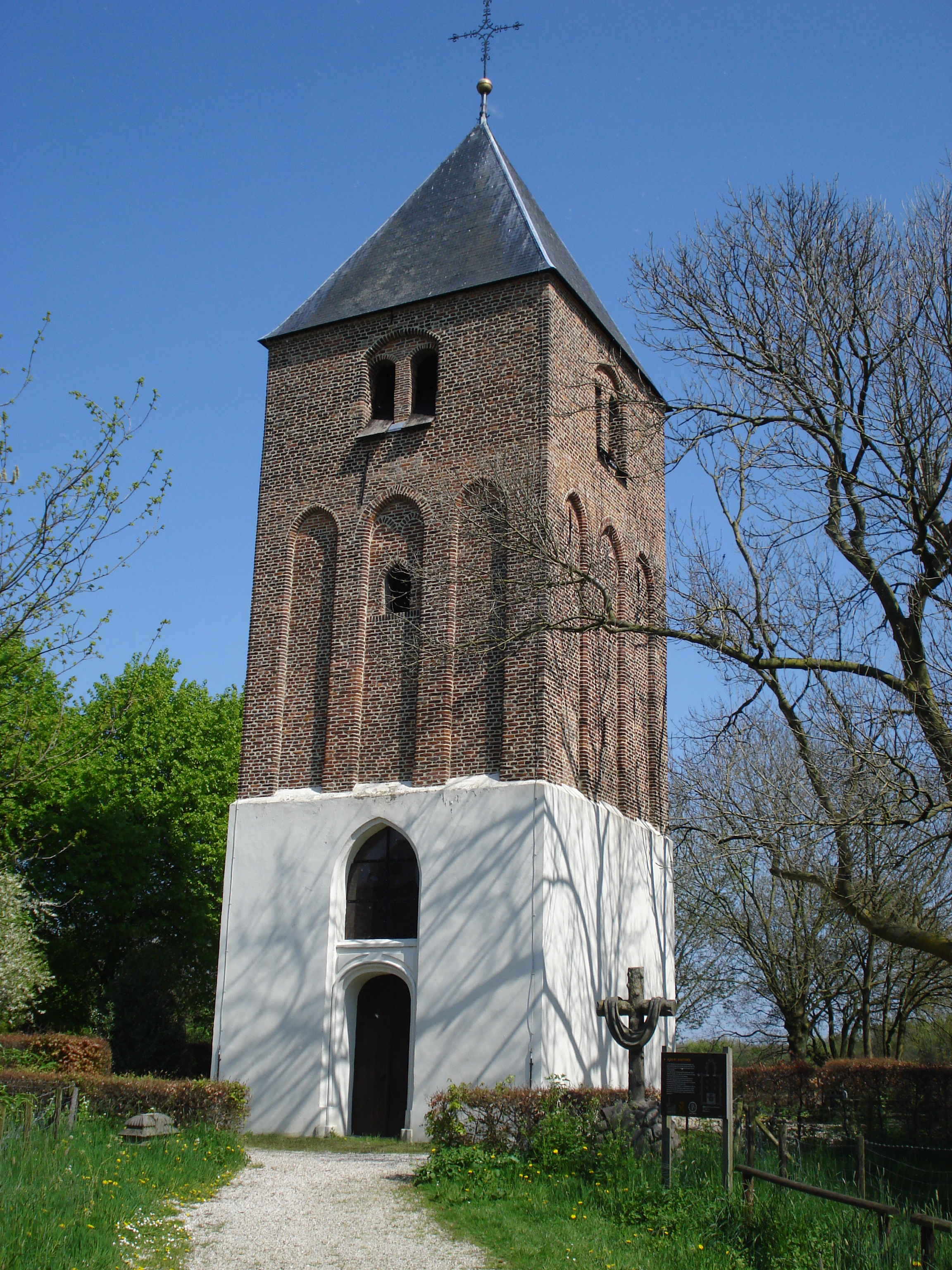
Toren van de gesloopte St. Janskerk
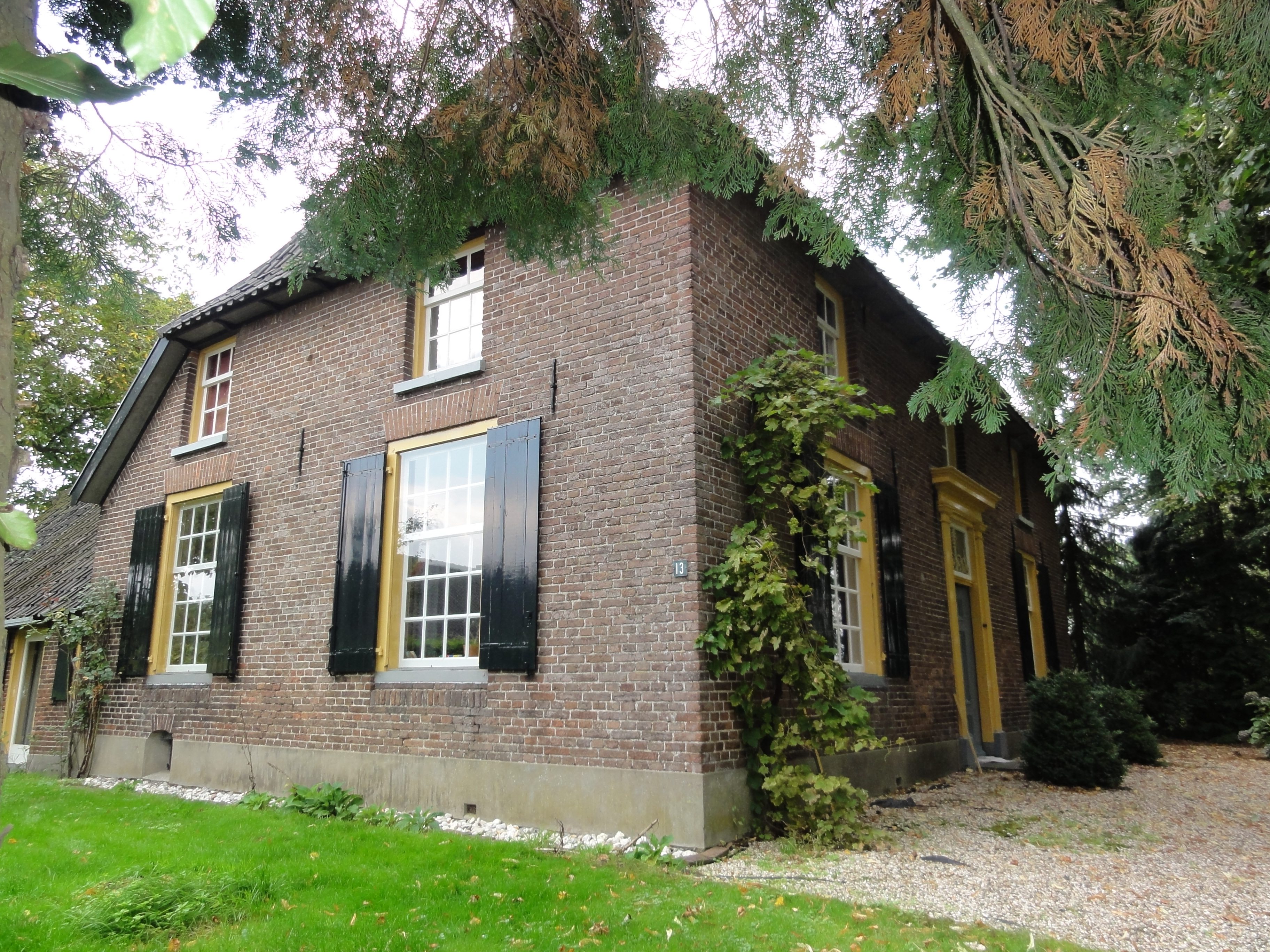
Rijksmonument Boomsestraat 13
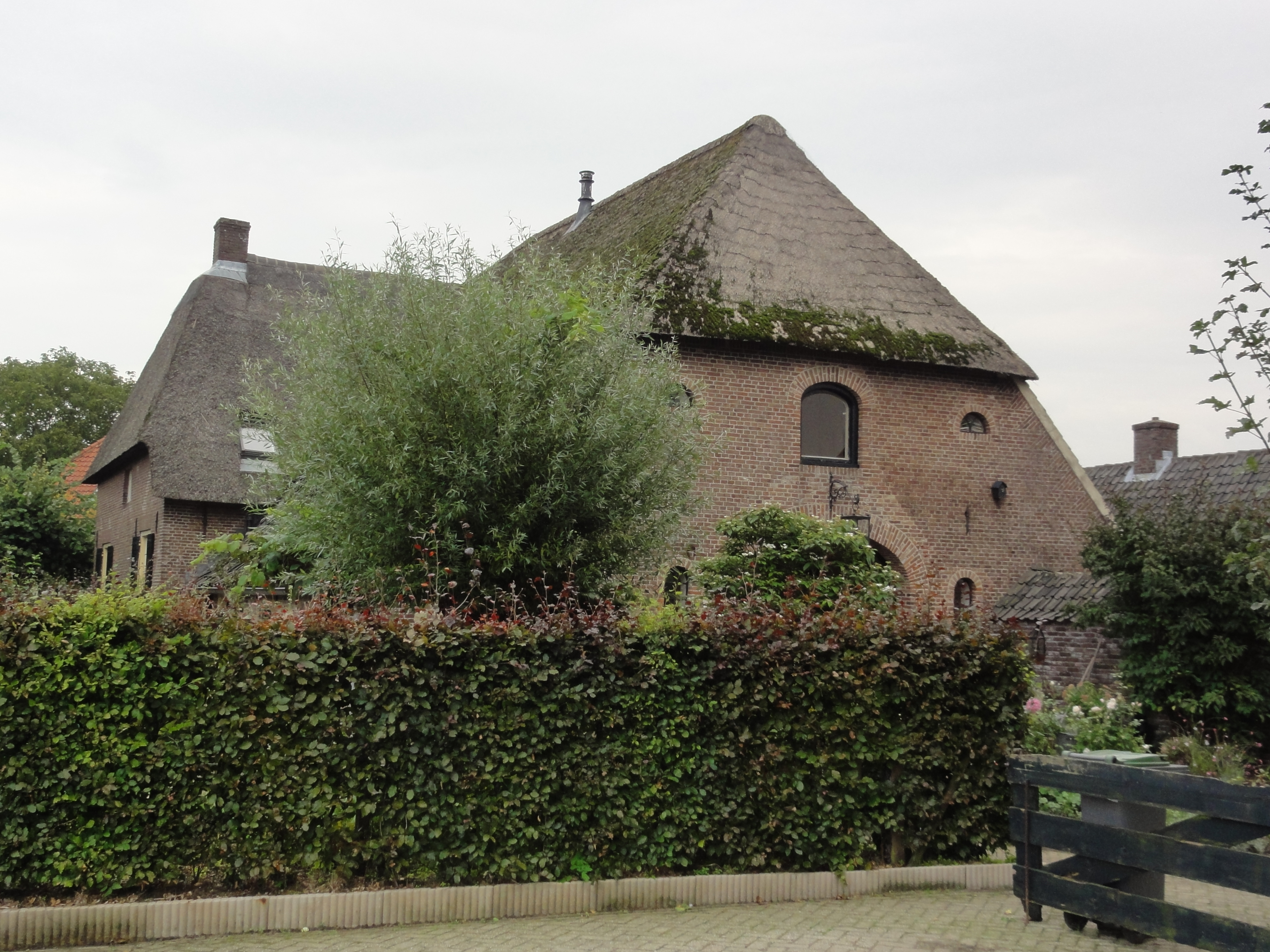
Rijksmonument Torenstraat 12
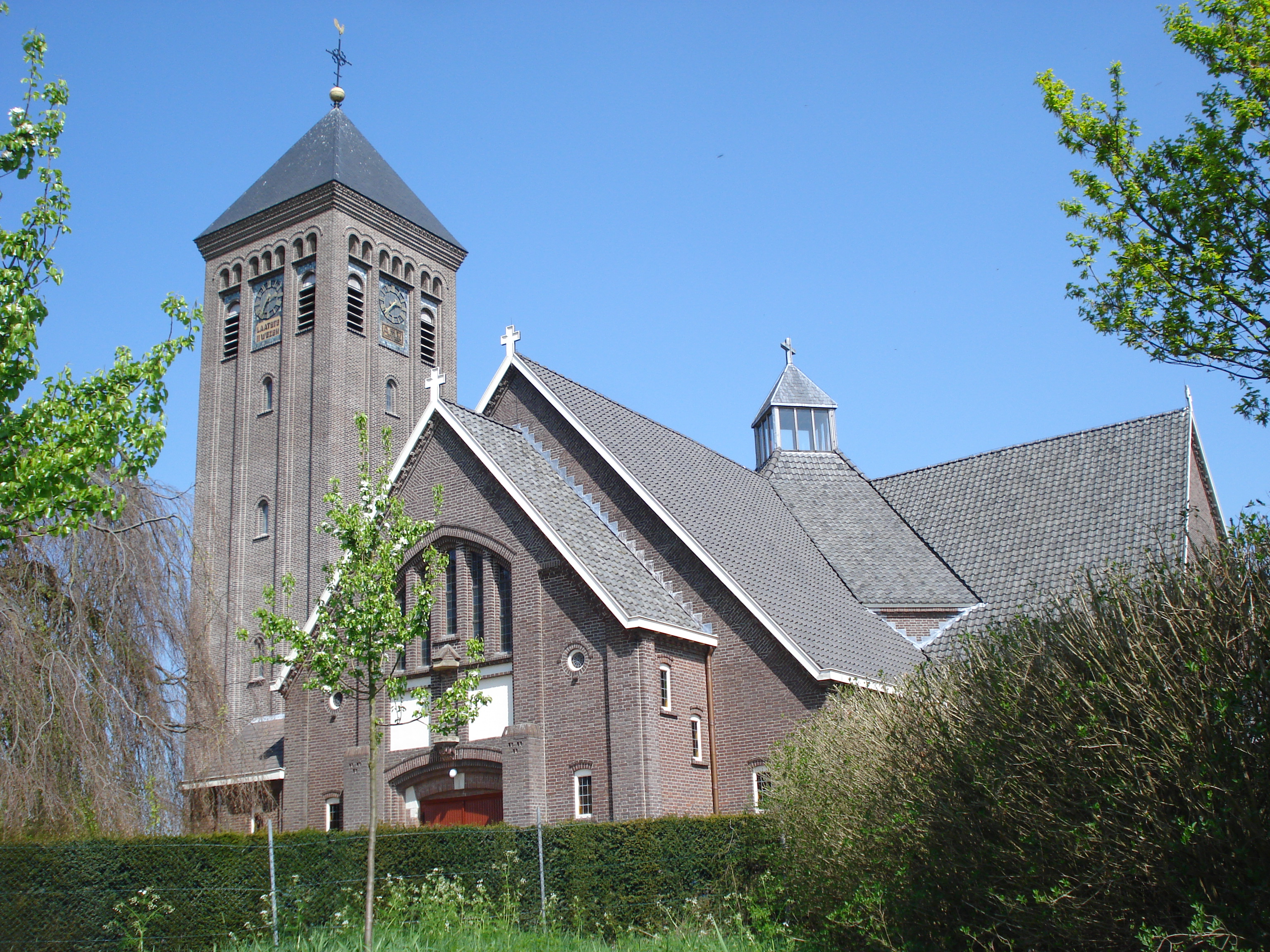
Sint-Johannes de Doperkerk

Dorpen: Alverna · Balgoij · Batenburg · Bergharen · Hernen · Leur · Niftrik · Wijchen

Buurtschappen: Boskant · Bullenkamp · Den Hoef · Heiveld · Hoogbroek · Klispoel · Laak · Lienden · Lunen · Teersdijk · Wezel

Voormalige dorpen: Woezik

Gelderland: Steden en dorpen in Gelderland      Nederland: Provincies · Gemeenten